# دايفيد إم. غيتس
دايفيد إم. غيتس (بالإنجليزية: David M. Gates)‏ هو فيزيائي وعالم نبات أمريكي، ولد في 1921، وتوفي في 4 مارس 2016.